# Broteochactas cocuyensis
Espèce
Broteochactas cocuyensis est une espèce de scorpions de la famille des Chactidae.

## Distribution
Cette espèce est endémique d'Amazonas au Venezuela. Elle se rencontre vers Piedra del Cocuy.

## Étymologie
Son nom d'espèce, composé de cocuy et du suffixe latin -ensis, « qui vit dans, qui habite », lui a été donné en référence au lieu de sa découverte, Piedra del Cocuy.

## Publication originale
- González Sponga, 2004 : Arárchnidos de Venezuela. Descripcíon de tres nuevas especies de escorpiones de los géneros Tityus (Buthidae), Chactopsis y Broteochactas (Chactidae). Acta Biologica Venezuelica, vol. 24, no 1, p. 1-12.